# Список А
Список А  список лекарственных средств,  отнесённых к наркотикам или ядам.  Был в употреблении до 24 мая 2010 года. Устанавливался приказом Министерства здравоохранения N472 от 31 декабря 1999 года, отменён приказом Министерства здравоохранения и социального развития РФ N380 от 24 мая 2010 года.
Лекарственные средства:
- Азатиоприн (иммунодепрессивное средство)
- Азаметония бромид (ганглиоблокатор)
- Алдеслейкин (противоопухолевое средство)
- Алкурония хлорид (миорелаксирующее средство периферического действия)
- Аллапинин (антиаритмическое средство)
- Амбенония хлорид (антихолинэстеразное средство)
- Амиридин (антихолинэстеразное средство)
- Амизил (противопаркинсоническое средство)
- Анабазин (средство лечения никотиновой зависимости)
- Апоморфин (рвотное средство)
- Армин (антихолинэстеразное средство)
- Атракурия безилат (миорелаксирующее средство периферического действия)
- Атропин (м-холиноблокатор)
- Аценокумарол (антикоагулянт непрямой)
- Ацетарсол (противопротозойное средство)
- Бипериден (н-холиноблокатор центральный)
- Блеомицин (противоопухолевое средство, антибиотик)
- Бусульфан (противоопухолевое средство, алкилирующее соединение)
- Буторфанол (анальгетическое наркотическое средство) (опиоидных рецепторов агонист — антагонист))
- Варфарин(антикоагулянт непрямого действия)
- Векурония бромид (миорелаксирующее средство периферического действия)
- Винбластин (противоопухолевое средство растительного происхождения)
- Винкристин (противоопухолевое средство растительного происхождения)
- Галантамин (антихолинэстеразное средство)
- Гоматропина гидробромид (м-холиноблокатор)
- Дактиномицин (противоопухолевое средство, антибиотик)
- Даунорубицин (противоопухолевое средство, антибиотик)
- Дезоксипеганина гидрохлорид (антихолинэстеразное средство)
- Демеколцин (противоопухолевое средство растительного происхождения)
- Диброспидия хлорид (противоопухолевое средство, алкилирующее соединение)
- Дигитоксин (кардиотоническое средство — сердечный гликозид)
- Дигоксин (кардиотоническое средство — сердечный гликозид)
- Дистигмина бромид (антихолинэстеразное средство)
- Дифенилтропин (противопаркинсоническое средство)
- Доксорубицин (противоопухолевое средство, антибиотик)
- Имифос (противоопухолевое средство, алкилирующее соединение)
- Карубицин (противоопухолевое средство, антибиотик)
- Кетамин (анестетик)
- Колхицин (противоподагрическое средство)
- Кордигит (кардиотоническое средство — сердечный гликозид)
- Ланатозид Ц (кардиотоническое средство — сердечный гликозид)
- Леокаин (местноанестезируюшее средство)
- Лобелин (дыхания стимулятор рефлекторного действия)
- Мелфалан (противоопухолевое средство, алкилирующее соединение)
- Меркаптопурин (противоопухолевое средство, антиметаболит)
- Метилдигоксин (кардиотоническое средство — сердечный гликозид)
- Метилфенидат  (психостимулирующее вещество)
- Метоциния йодид (м-холиноблокатор)
- Мивакурия хлорид (миорелаксирующее средство периферического действия)
- Митоксантрон (противоопухолевое средство, антиметаболит)
- Мифепристон (антипрогестаген)
- Неостигмина метилсульфат (антихолинэстеразное средство)
- Нитрозометилмочевина (противоопухолевое средство, алкилирующее соединение)
- Панкурония бромид (миорелаксирующее средство периферического действия)
- Пилокарпин (м-холиномиметик)
- Пипекуромия бромид (миорелаксирующее средство периферического действия)
- Пиридостигмина бромид (антихолинэстеразное средство)
- Платифиллин (м-холиноблокатор)
- Прокарбазин (противоопухолевое средство, алкилирующее соединение)
- Пумитепа (противоопухолевое средство, антиметаболит)
- Резерпин (симпатолитическое средство)
- Руфокромомицин (противоопухолевое средство, антибиотик)
- Секуринина нитрат (аналептическое средство)
- Серебра нитрат (антисептическое средство)
- Строфантин (кардиотоническое средство — сердечный гликозид)
- Суксаметония бромид (миорелаксирующее средство периферического действия)
- Суксаметония йодид (миорелаксирующее средство периферического действия)
- Суксаметония хлорид (миорелаксирующее средство периферического действия)
- Тегафур (противоопухолевое средство, антиметаболит)
- Теркуроний (миорелаксирующее средство периферического действия)
- Тетракаин (местноанестезирующее средство)
- Тиогуанин (противоопухолевое средство, антиметаболит)
- Тиотепа (противоопухолевое средство, алкилирующее соединение)
- Трихлороэтиламин (средство лечения псориаза)
- Тубокурарина хлорид (миорелаксирующее средство периферического действия)
- Фениндион (антикоагулянт непрямой)
- Фенол (дезинфицирующее средство)
- Физостигмин (антихолинэстеразное средство)
- Фторурацил (противоопухолевое средство, антиметаболит)
- Хлорамбуцил (противоопухолевое средство, алкилирующее соединение)
- Циклофосфамид (противоопухолевое средство, алкилирующее соединение)
- Цисатракурия бесилат (миорелаксирующее средство периферического действия)
- Цисплатин (противоопухолевое средство, алкилирующее соединение)
- Цитизин (н-холиномиметик)
- Эстрамустин (противоопухолевое средство, алкилирующее соединение)
- Этил бискумацетат (антикоагулянт непрямой)

## Лекарственные средства, не имеющиеМНН
- Адонизид концентрированный (кардиотоническое средство — сердечный гликозид) (горицвета весеннего экстракт)
- Аминостигмин (антихолинэстеразное средство)
- Аминостигмина раствор для инъеций 0,1 % (антихолинэстеразное средство)
- Араноза (противоопухолевое средство)
- Араноза лиофилизированная для инъекций 0,5 г (противоопухолевое средство)
- Атропина сульфата 0,0005 г, папаверина гидрохлорида 0,02 г, фенобарбитала 0,02 г таблетки (спазмолитическое средство)
- Випраксин в ампулах (местнораздражающее средство) (яд гадюки)
- Диоксоний (миорелаксирующее средство периферического действия)
- Диоксония раствор для инъекций 0,1 % (миорелаксирующее средство периферического действия)
- Дипин (противоопухолевое средство)
- Дипин лиофилизированный для инъекций 0,02 г (противоопухолевое средство)
- Диплацина дихлорид (миорелаксирующее средство периферического действия)
- Диплацина дихлорида раствор для инъекций 2 % миорелаксирующее средство (миорелаксирующее средство периферического действия)
- Изоциурония бромид (миорелаксирующее средство периферического действия)
- Индопан (антидепрессант)
- Ионостигмин (антидот)
- Квалидил (миорелаксирующее средство)
- Квалидила раствор для инъекций 2 % (миорелаксирующее средство периферического действия)
- Колхаминовая мазь 0,5 % (противоопухолевое средство) (демеколцин) (безвременника великолепного алкалоид) 0,5 г, тимол 0,15 г, хлорамфеникол 50 мг — 100 г)
- Коргликон (кардиотоническое средство — сердечный гликозид) (ландыша гликозид)
- Ликорина гидрохлорид (отхаркивающее средство) (Унгернии Северцева листа препарат)
- Ликорина гидрохлорида таблетки 0,0002 г (отхаркивающее средство)
- Лофенал (противоопухолевое средство)
- Лофенала таблетки 0,3 г (противоопухолевое средство)
- Меликтин (миорелаксирующее средство)
- Меликтина таблетки 0,02 г (миорелаксирующее средство)
- Морфин (наркотическое средство центрального действия)
- Наяксин (местнораздражающее средство)
- Олеандрин (олеандра гликозид)
- Оливомицин (противоопухолевое средство)
- Оливомицин кислота (противоопухолевое средство)
- Пафенцил (противоопухолевое средство)
- Пиларен (противоглаукомное средство)
- Платин (противоопухолевое средство)
- Платин лиофилизированный для инъекций (противоопухолевое средство)
- Плёнки глазные с дикаином и сульфапиридазин - натрием (местное анестезирующее средство + противомикробное средство)
- Плёнки глазные с дикаином, сульфапиридазин-натрием и атропина сульфатом (протектор роговицы) (местный анестетик + противомикробное средство + м-холинолитик)
- Подофиллин (противоопухолевое средство растительного происхождения)
- Проксофелин (противоглаукомное средство)
- Псориазин (средство лечения псориаза)
- Реумицин (противоопухолевое средство)
- Тепафиллин (бронхолитическое средство)
- Тровентол (м-холиноблокатор)
- Фентирин (противоопухолевое средство)
- Фепромарон (антикоагулянт непрямой)
- Фепромарона таблетки 0,01 г (антикоагулянт непрямой)
- Фосфакол (антихолинэстеразное средство)
- Фторбензотэф (противоопухолевое средство)
- Хинотилин (антихолинэстеразное средство)
- Хинотилина раствор для инъекций (антихолинэстеразное средство)
- Хлорозил (м-холиноблокатор)
- Хлорозила таблетки 0,002 г (м-холиноблокатор)
- Циклозил (м-холиноблокатор)
- Цимарин (кардиотоническое средство — сердечный гликозид)
- Эфатин (бронхолитическое средство)